# Kooikersgracht
De Kooikersgracht was een stadsgracht in Leusden, het was de enige gracht die de plaats bezat. In 2019 is de gracht gedempt, om ruimte te maken voor een plein. De aanleg van het plein zal echter pas in 2020 gereed zijn. 
De gracht bestond uit drie delen en was gelegen in het winkelcentrum de Hamershof. Hij werd aangelegd in 1980 toen het winkelcentrum werd gebouwd, voor die tijd was de gracht een smalle sloot in een weiland.
De gracht liep uit in een lange singel die een natuurgebied vormt midden in een aantal buitenwijken van Leusden.

## Kunstwerken
Aan het begin van de stadsgracht staat het kunstwerk Scrum van Wilfried Put dat in 1987 werd ingewijd. 
Om de gracht op te vrolijken, werden er in de zomer van 2011 zes moeraseilandjes aangelegd in het eerste en tweede deel van de gracht.

## Blauwalgen
In 2008 werden er blauwalgen gesignaleerd in de stadsgracht. Dat kwam doordat het zich in stilstaand en voedselrijk water bevond. Aan het begin van de gracht bevindt zich een soort sproeier die meestal in de zomermaanden werd gebruikt om deze problemen te voorkomen, maar de laatste jaren wordt er niet veel gebruik meer van gemaakt. 
Ook werden er hetzelfde jaar blauwalgen op meerdere plekken aangetroffen in de stad. 
De inwoners van Leusden werden ingelicht door middel van borden waarop stond dat ze niet in aanraking mochten komen met het water. 
Personen die toch in aanraking kwamen met het water werd geadviseerd om naar de huisarts te gaan, want de algen kunnen huid-, maag- en darmklachten veroorzaken. Dieren die het water drinken, kunnen ernstig ziek worden of er zelf aan overlijden.

## Afbeeldingen

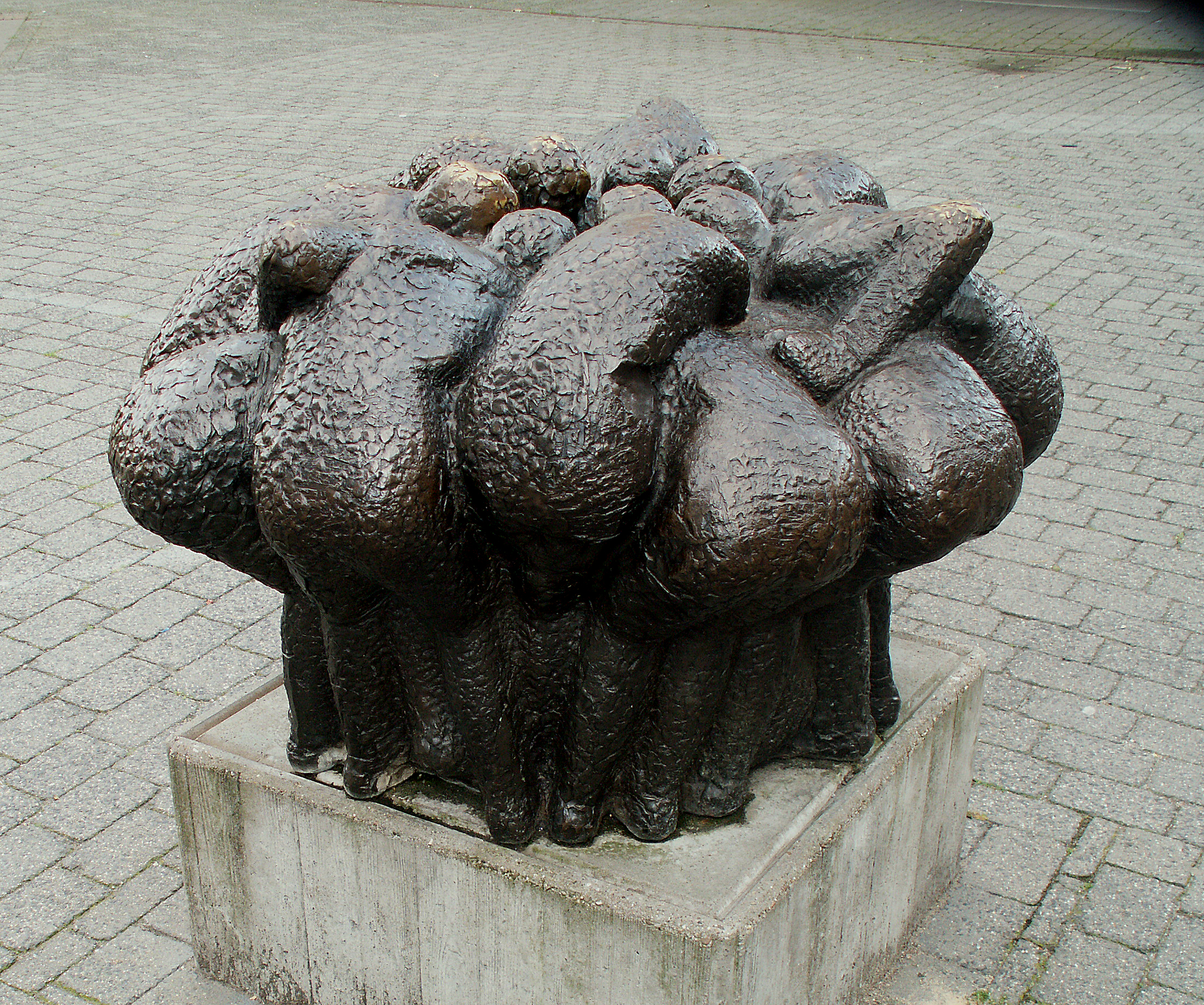
Bronzen beeld "Scrum"
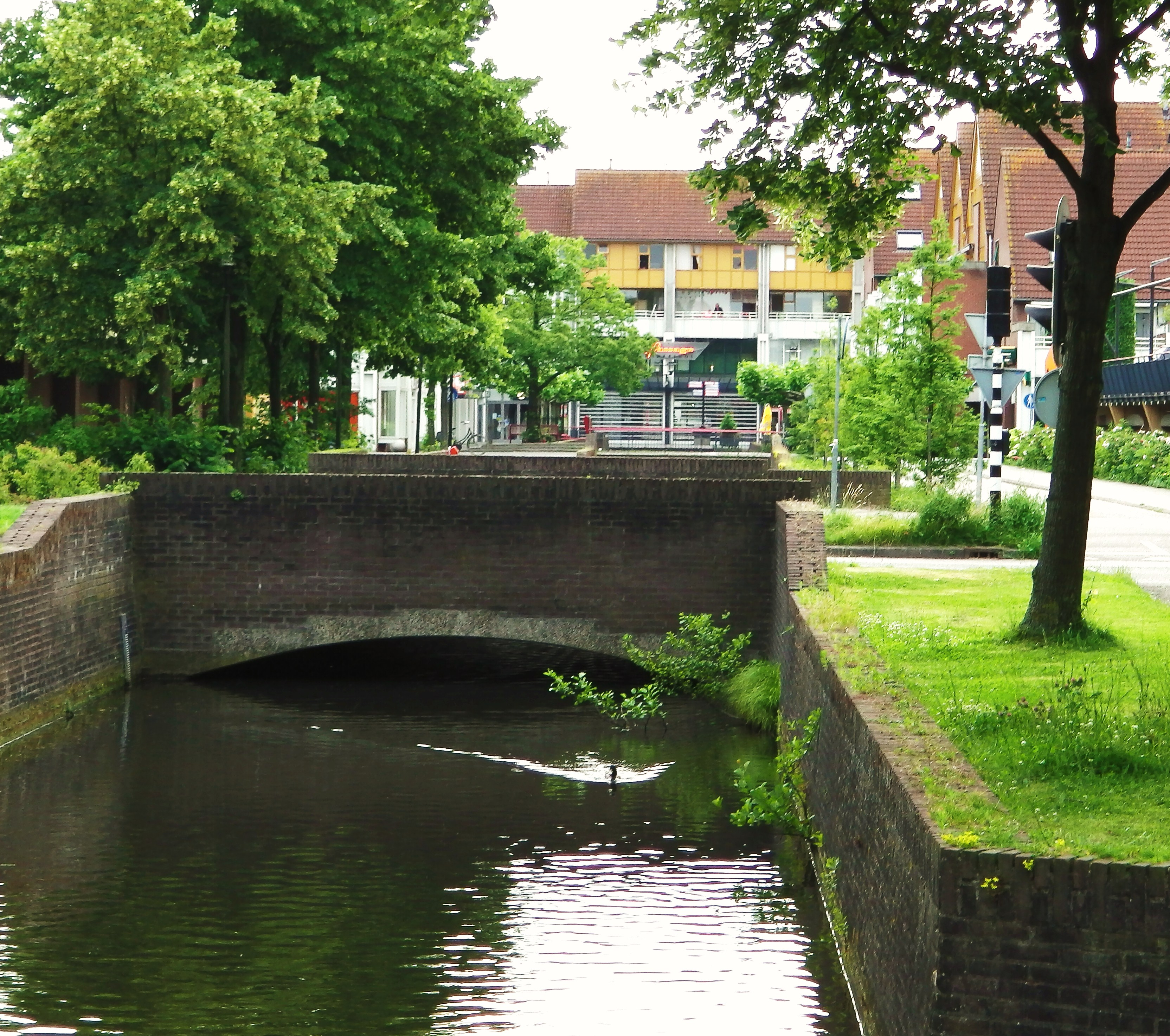
Laatste gedeelte van de stadsgracht
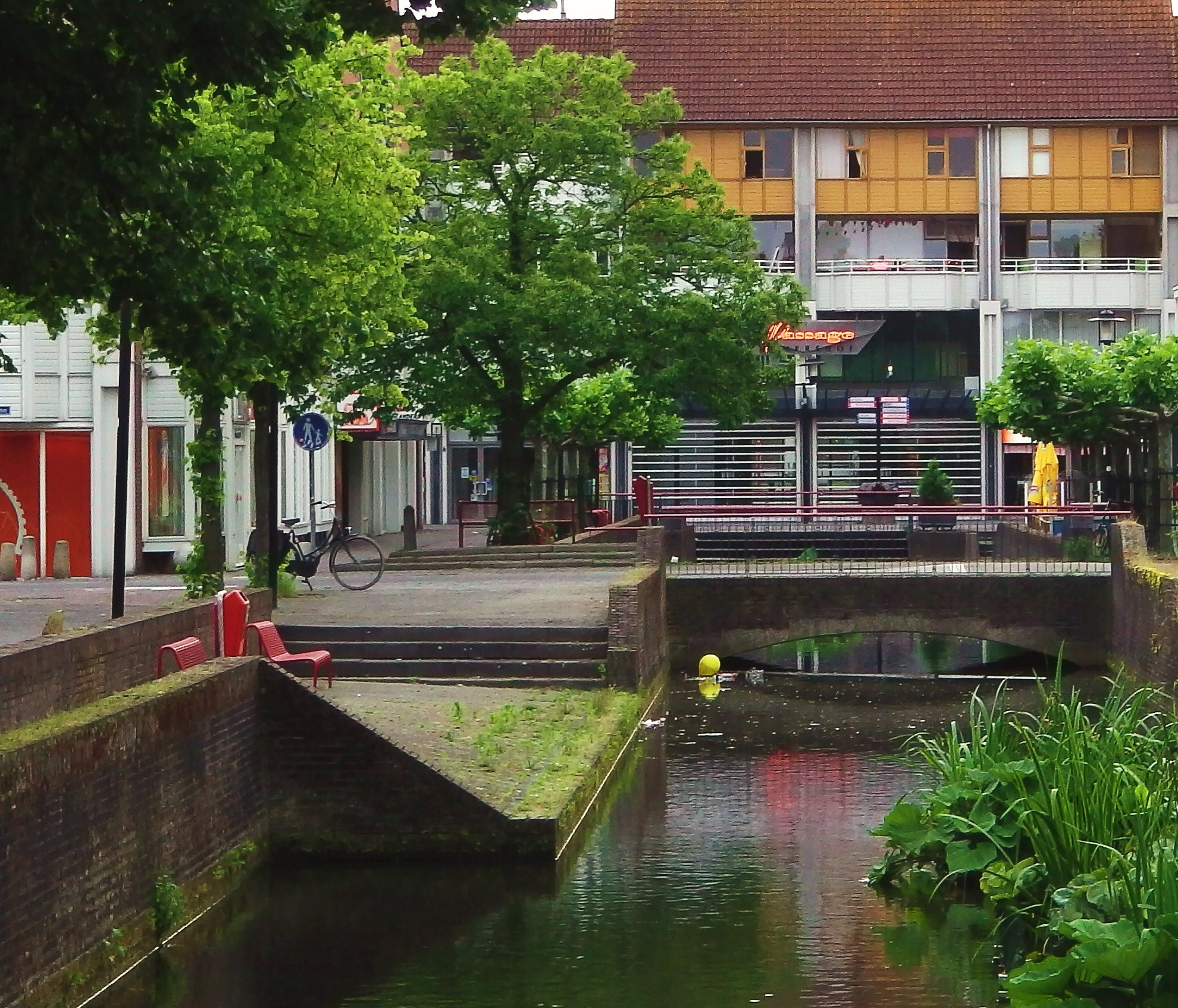
Kooikersgracht (oude situatie)
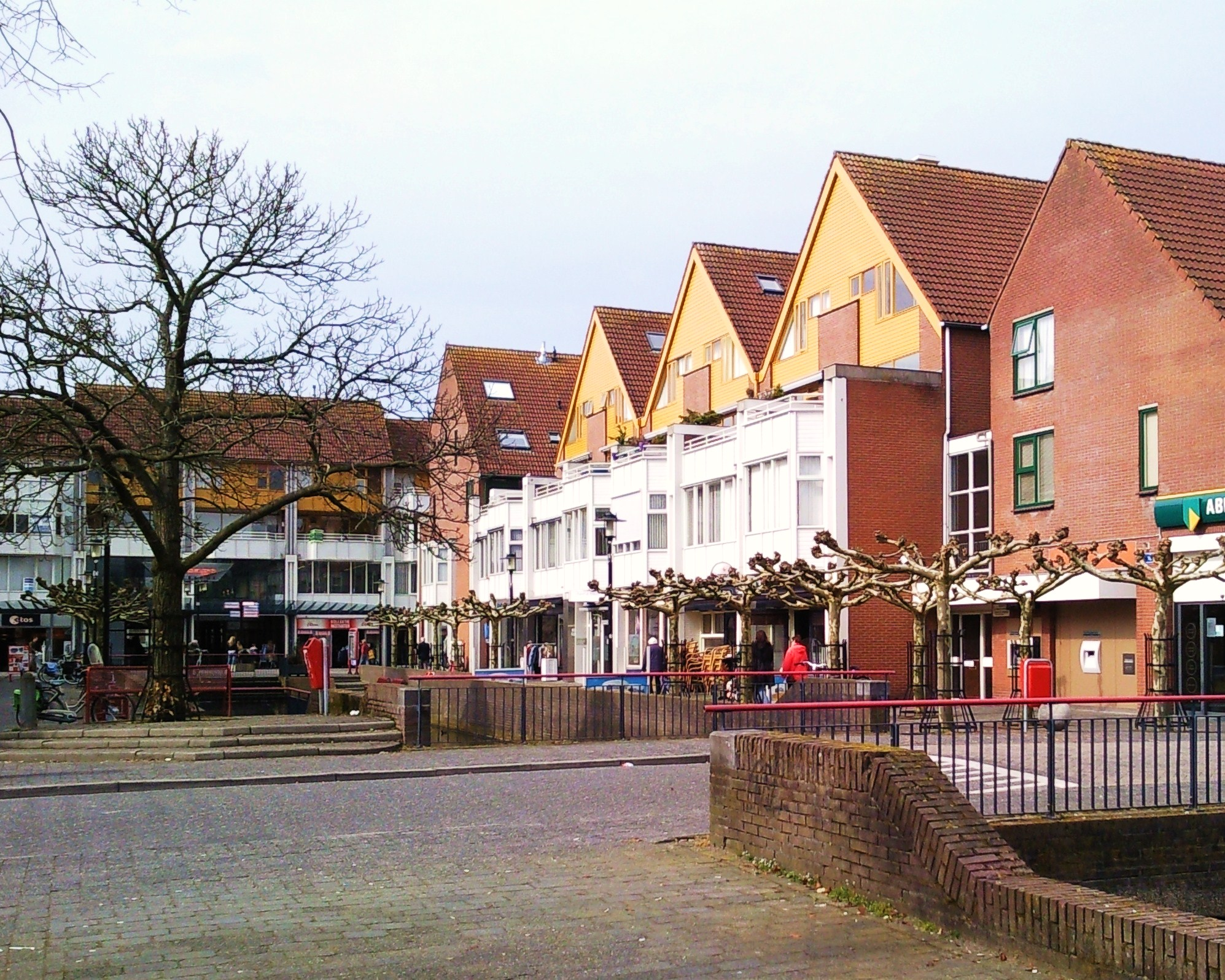
Gevels langs de gracht